# Cristina Merchán
Cristina Merchán (sinh Venezuela 1927, d. Pháp 1987) là một nghệ sĩ người Venezuela ban đầu được đào tạo như một họa sĩ, và sau đó được biết đến với đồ gốm sứ của cô.

## Giáo dục
Năm 1951, bà đã lấy được bằng cấp từ Đại học de Guadalajara (Mexico), nơi bà đã đi cùng với người phối ngẫu, họa sĩ và họa sĩ truyện tranh của mình, ông Manuel Antonio Salvatierra. Sau đó, bà học gốm lửa thấp tại Escuela de Artes Plásticas y Aplicadas [sic] (Trường Mỹ thuật và Ứng dụng) ở Caracas (1954-57) cùng với Miguel Arroyo, cùng với thợ gốm Tecla Tofano và Reyna Herrera. Trong những năm này, bà đã tham gia vào hợp tác Forma Veinte (Mẫu thứ hai mươi), và công việc của bà được đưa vào Salón Oficial Anual [sic] de Arte Venezolano (Salon nghệ thuật chính thức hàng năm của Venezuela); năm 1957, bà đã giành được giải thưởng Premio Nacional de Artes Aplicadas [sic] (Giải thưởng quốc gia về nghệ thuật ứng dụng). Merchán đã nhận được các khoản tài trợ từ Fundación Eugenio Mendoza, cho phép bà đến Barcelona để học môn đá lửa với Francesc Albors và Jose Llorens Artigas tại Nhạc viện Thành phố Nghệ thuật SFiarias (Mass School)

## Sự nghiệp
Năm 1958, bà bắt đầu phân chia thời gian giữa Barcelona, Paris và Caracas và tiếp tục trưng bày trong các triển lãm nhóm tại Sala Mendoza (một Kunsthalle do Fundación Mendoza ở Caracas) điều hành vào năm 1959 và 1960. Triển lãm cá nhân đầu tiên của bà về bà gốm lửa cao được tổ chức tại Bảo tàng Bellas Artes (Caracas) vào năm 1963, sau đó là triển lãm cá nhân tại Sala Mendoza vào năm 1964, nơi bà trình bày các tác phẩm từ loạt động vật tưởng tượng ở Los Bíchos (Bugs). Triển lãm này đánh dấu một khoảnh khắc quan trọng, khi Merchán chuyển từ truyền thống gốm sứ thực dụng, và trở nên quan tâm hơn đến phương tiện như điêu khắc. Tác phẩm của bà đã được trình chiếu trên toàn thế giới trong suốt cuộc đời của cô, bao gồm các triển lãm cá nhân tại Bảo tàng Nghệ thuật Bellas (1969), phòng trưng bày của Henriette Gomès ở Paris (1973, 1976 và 1977), và tại Museu de Cerámica ở Barcelona (1980). Các tác phẩm sau đó của bà chủ yếu bao gồm các bình hình trứng, được tráng men và nung ở nhiệt độ cao. Merchán được phân biệt bởi các tia sáng của bà ấy với các biến thể tông màu tinh tế được đặt trên các bề mặt xen kẽ mịn, kết cấu hoặc khắc với các mô hình hình học đơn giản. Bộ sưu tập tác phẩm cá nhân của bà hiện được lưu trữ tại Musée des Arts Décoratifs, Louvre, Paris.

## Triển lãm
- Salón Oficial Anual [sic] de Arte Venezolano (Salon nghệ thuật chính thức hàng năm của Venezuela), 1957.
- Bảo tàng Bellas Artes (Caracas), 1969. Triển lãm cá nhân.
- Henriette Gomès (Paris), 1973, 1976 và 1977. Triển lãm cá nhân.
- Museu de Cerámica (Barcelona), 1980.
- Moderno: Thiết kế để sống ở Brazil, Mexico và Venezuela, 1940 191978 Lưu trữ ngày 13 tháng 9 năm 2018 tại Wayback Machine, Hiệp hội Châu Mỹ (New York), 2015.